# Леоно-Калитвинський район
Леоно-Калитвинський район — адміністративно-територіальна одиниця, що існувала в РРФСР у 1924—1934 роках. 
Адміністративний центр — слобода Маньково-Калитвенська.

## Історія
Леоно-Калитвинський район було утворено в 1924 році іу складі Донецького округу.
30 липня 1930 року Донецький округ було скасовано і його територія відійшла в пряме підпорядкування Північно-Кавказького краю.
У 1933-1934 роках входив до Північної області Північно-Кавказького краю.
10 січня 1934 року Леоно-Калитвинський район було перейменовано у Чортковський район, що у 1934-1937 роках входив в Північно-Донський округ, а потім увійшов у новоутворену Ростовську область. 